# Poiretia cornea
Poiretia cornea is een slakkensoort uit de familie van de Spiraxidae. De wetenschappelijke naam van de soort is voor het eerst geldig gepubliceerd in 1838 door Brumati.